# Узаков, Аблакул Уразбаевич
Узаков Аблакул Уразбаевич (1922—1955) — советский военнослужащий, участник Великой Отечественной войны, Герой Советского Союза, командир отделения 1-го эскадрона 62-го гвардейского кавалерийского полка 16-й гвардейской Черниговской кавалерийской дивизии, сформированной в декабре 1941 года в городе Уфе, как 112-я Башкирская кавалерийская дивизия, 7-го гвардейского кавалерийского корпуса 61-й армии Центрального фронта, гвардии сержант.

## Биография
Родился 10 апреля 1922 года в кишлаке Каратепа ныне Ургутского района Самаркандской области Узбекистана в крестьянской семье. Узбек. Член КПСС с 1940 года. Окончил 3 курса Узбекского государственного университета.
В Красной Армии с 1941 года. В действующей армии с августа 1943 года.
Командир отделения 1-го эскадрона 62-го гвардейского кавалерийского полка (16-я гвардейская кавалерийская дивизия, 7-й гвардейский кавалерийский корпус, 61-я армия, Центральный фронт) гвардии сержант Аблакул Узаков отличился в боях на Черниговщине и при форсировании Днепра. 19 сентября 1943 года в боях под селом Клочков Черниговской области Украины 1-му эскадрону не давали возможности двигаться вперёд гитлеровские автоматчики. Гвардии сержант Узаков сумел незаметно подползти к позициям противника, забросал вражеских солдат гранатами и открыл по ним огонь из автомата, уничтожив шестнадцать автоматчиков и пленив троих.
20 сентября 1943 года в бою за совхоз «1 Мая» бесстрашный гвардеец подобрался к вражескому пулемёту и забросал его гранатами, уничтожив вместе с расчётом. В тот же день в уличных боях в деревне Черныш отважный воин-кавалерист, подпустив гитлеровских автоматчиков на близкое расстояние, уничтожил до трёх с половиной десятков солдат противника.
В ночь на 28 сентября 1943 года гвардии сержант Аблакул Узаков преодолел реку Днепр и уничтожил вражеский пулемёт с расчётом, мешавший переправе 1-го эскадрона.
Указом Президиума Верховного Совета СССР «О присвоении звания Героя Советского Союза генералам, офицерскому, сержантскому и рядовому составу Красной Армии» от 15 января 1944 года за «образцовое выполнение боевых заданий командования на фронте борьбы с немецкими захватчиками и проявленными при этом отвагу и геройство» гвардии сержанту Узакову Аблакулу Уразбаевичу присвоено звание Героя Советского Союза с вручением ордена Ленина и медали «Золотая Звезда» (№ 1665).
Награждён также медалями, в том числе медалью «За оборону Сталинграда».